# Przyspieszenie ziemskie
Przyspieszenie ziemskie – przyspieszenie grawitacyjne ciał swobodnie spadających na Ziemię, bez oporów ruchu.
Pomijając przyspieszenie wywołane ruchem obrotowym ciała niebieskiego, przyjmuje się, że jest równe liczbowo natężeniu pola grawitacyjnego Ziemi. Oznaczane jest zazwyczaj symbolem {\displaystyle g} lub {\displaystyle \gamma } (gamma). Jednostki przyspieszenia ziemskiego są takie same:
{\displaystyle \mathrm {\frac {N}{kg}} =\mathrm {\frac {m}{s^{2}}} .}

## Przyspieszenie normalne
Do obliczeń niewymagających bardzo wysokiej precyzji przyjmuje się tzw. przyspieszenie ziemskie normalne, oznaczane {\displaystyle g_{n}{:}}
{\displaystyle g_{n}=9{,}80665\mathrm {\frac {m}{s^{2}}} .}
Wartość ta została przyjęta przez 3 Generalną Konferencję Miar i Wag w 1901 roku. Odpowiada ona ziemskiemu przyspieszeniu grawitacyjnemu na poziomie morza na szerokości geograficznej około 45,5°.

## Zmienność przyspieszenia ziemskiego
Wartość przyspieszenia ziemskiego zależy od szerokości geograficznej oraz wysokości nad poziomem morza. Wraz z wysokością przyspieszenie maleje odwrotnie proporcjonalnie do kwadratu odległości do środka Ziemi i jest wynikiem zmniejszania się siły grawitacji zgodnie z prawem powszechnego ciążenia. Zmniejszanie się przyspieszenia ziemskiego wraz ze zmniejszaniem szerokości geograficznej jest spowodowane działaniem pozornej siły odśrodkowej, która powstaje na skutek ruchu obrotowego Ziemi. Ponieważ siła ta jest proporcjonalna do odległości od osi obrotu, stąd największą wartość osiąga na równiku. Ponieważ siła odśrodkowa ma tu zwrot przeciwny do siły grawitacji, przyspieszenie ziemskie na równiku osiąga najmniejszą wartość. Dodatkowe zmniejszenie przyspieszenia ziemskiego w okolicach równika spowodowane jest spłaszczeniem Ziemi (większą odległością od środka Ziemi).
Nie obserwuje się zależności przyspieszenia ziemskiego od długości geograficznej.
Przybliżoną zależność przyspieszenia ziemskiego, z uwzględnieniem podanych efektów, podaje wzór:
{\displaystyle g_{\varphi }\approx 9{,}780318\left(1+0{,}0053024\sin ^{2}\varphi -0{,}0000058\sin ^{2}2\varphi \right)-3{,}086\cdot 10^{-6}h,}
gdzie:
{\displaystyle \varphi } – szerokość geograficzna [°],
{\displaystyle h} – wysokość nad poziomem morza [m].
Przyspieszenie ziemskie na powierzchni Ziemi ma najmniejszą wartość na szczycie góry Huascarán w południowoamerykańskich Andach, największą w okolicach bieguna północnego.

## Anomalie grawitacyjne

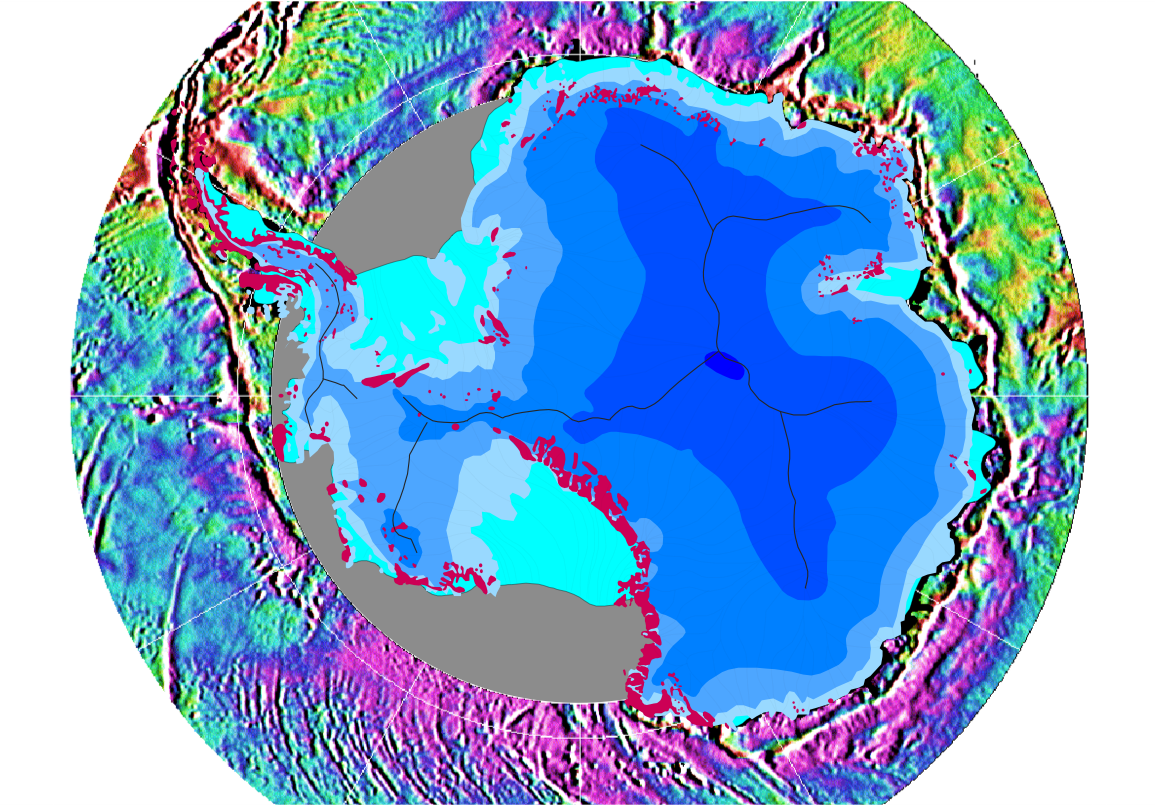
Zmiany przyspieszenia ziemskiego wokół Antarktydy

Poza ruchem obrotowym Ziemi i jej niesferycznym elipsoidalnym kształtem, również inne czynniki powodują zróżnicowanie przyspieszenia ziemskiego. Dokładne jego pomiary wykazują wahania wartości, w zależności od położenia. Jest to spowodowane między innymi różnicami w rzeźbie terenu, gęstości skał podłoża i rozkładzie tej gęstości w skorupie ziemskiej.
Pewną zmienność przyspieszenia grawitacyjnego w czasie powoduje oddziaływanie innych ciał Układu Słonecznego, przede wszystkim Księżyca i Słońca.

## Sposoby wyznaczania przyspieszenia ziemskiego
- spadek swobodny – eksperyment Galileusza.
- wahadło matematyczne
- wahadło rewersyjne

## Wartość przyspieszenia grawitacyjnego dla ciał niebieskich
Pomijając zazwyczaj stosunkowo niewielkie przyspieszenie odśrodkowe wywołane ruchem obrotowym ciała niebieskiego, wartość przyspieszenia grawitacyjnego jest równa natężeniu pola grawitacyjnego, które dla każdego ciała kulistego o znanej masie i promieniu wynosi:
{\displaystyle g={\frac {GM}{R^{2}}},}
gdzie:
- {\displaystyle G} – stała grawitacji,
- {\displaystyle M} – masa ciała niebieskiego,
- {\displaystyle R} – promień ciała niebieskiego.

## Wybrane wartości przyspieszenia ziemskiego [m/s²]
- biegun – 9,83332
- normalne – 9,80665
- równik – 9,78030
- Gdańsk – 9,8145
- Warszawa – 9,8123
- Kraków – 9,8105
- Poznań – 9,8126
- Katowice – 9,8101
- Wrocław – 9,8115
- szczyt góry Huascarán – 9,7639 (najmniejsze na Ziemi)[5]
- powierzchnia Oceanu Arktycznego – 9,8337 (największe na Ziemi)[5]